# Banshee

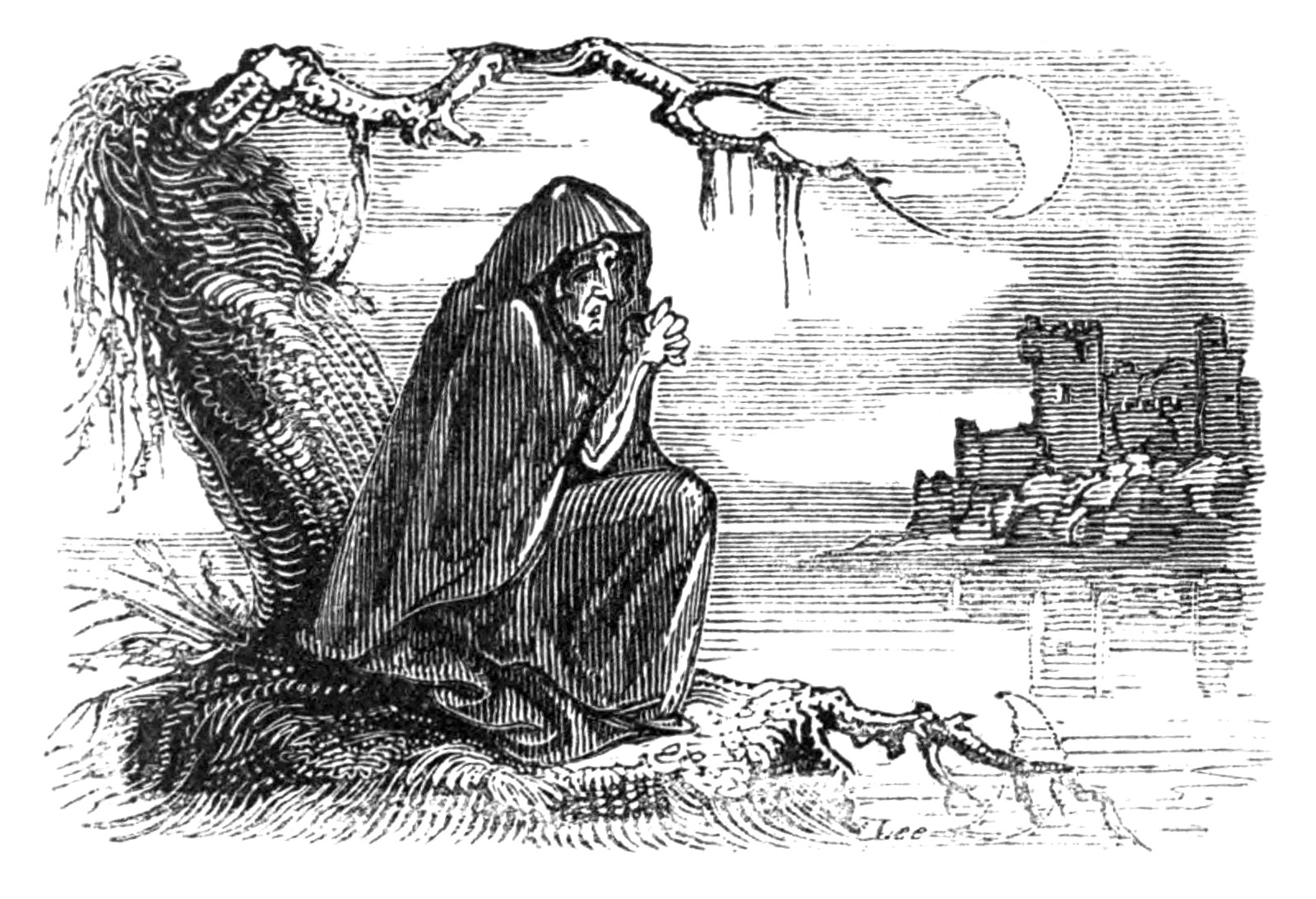
Die Bunworth Banshee, Illustration in Thomas Crofton Crokers Fairy Legends and Traditions of the South of Ireland (1825)

Eine Banshee ([ˈbæn.ʃiː] (anhörenⓘ) oder [bæn.ˈʃiː] (anhörenⓘ), von Irisch-gälisch bean sí: „Frau aus den Hügeln“, mit der Bedeutung „Frau aus dem Feenreich, Geisterfrau“, ältere Schreibung bean sídhe; vgl. schottisch-gälisch bean sìth, bean shìth oder bean-nighe) oder auch Todesfee ist in der keltischen Mythologie und im Volksglauben Irlands ein weiblicher Geist aus der Anderswelt, dessen Erscheinung einen bevorstehenden Tod ankündigt. In Schottland wäscht sie die blutverschmierten Kleider oder Rüstungen der sterbenden Kämpfer und ist dadurch die Vorbotin für deren baldigen Tod.

## Mythologie

### Irland

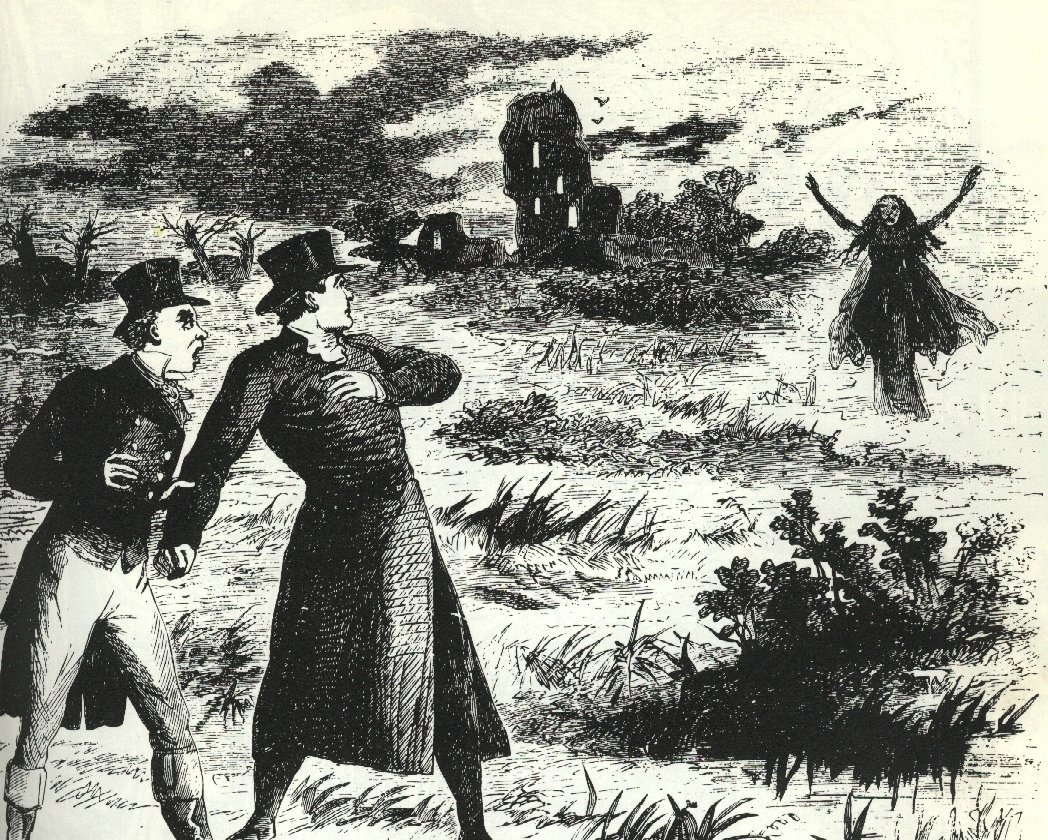
„The Banshee Appears“, 1862

Die Beschreibungen von gesichteten Banshees in Irland variieren. Es gibt einige Merkmale, die allen Banshees eigen sind. Es tritt stets nur eine Banshee auf, die einer autochthonen Familie zugeordnet ist. Sie wird meist als totenbleiche und weißgekleidete Frau mit langem, weißlichen oder schwarzen Haar dargestellt. Ihre Augen sind oft glutrot vom ständigen Weinen, und sie hat nackte Füße. In den meisten Beschreibungen ist sie eine alte Frau, seltener jung und schön. Sie wird häufiger gehört als gesehen: Sie setzt sich meist einige Tage vor dem Tod eines Familienmitglieds vor das Fenster der Familie und weint (banshee wail). Dabei erscheint die Banshee vorzugsweise am Stammsitz jener alteingesessenen irischen Familie, der sie sich angeschlossen hat, selbst wenn das Familienmitglied, dem ihre Totenklage gilt, im Ausland lebt. Häufig wird sie am Rande von Wegen oder an Gewässern gesehen oder gehört. Die Person, deren Tod die Banshee ankündigt, hört ihr Klagen selbst nicht. Angeblich besitzt jede einheimische Familie in Irland ihre eigene Banshee.
Die Stimme der Banshee ist ein Klagen oder Kreischen und kann nach manchen Interpretationen jeden, der sie hört, augenblicklich töten oder wahnsinnig machen. Manchmal wird sie als sanft und tröstend beschrieben und heißt die Seelen am Übergang ins Totenreich willkommen.

### Schottland
Im schottischen Volksglauben – vor allem im westlichen Hochland – ist die bean-nighe (auch in der Schreibung ban-nighe) oder nigheag na h-àth (die „Waschfrau an der Furt“) das Pendant zur irischen Banshee: Anders als diese klagt sie aber nicht unter einem Fenster, sondern wird in freier Natur beim Waschen von Totenhemden angetroffen. Die bean-nighe soll Hängebrüste, ein einziges Nasenloch und hervorstehende Zähne besitzen, weshalb sie äußerst hässlich erscheint.

## Fantasy und Science-Fiction
In vielen modernen Fantasy-Welten werden Banshees als geisterhafte Wesen dargestellt, die wegen ihres tödlichen oder zur Besessenheit führenden Schreis bzw. Heulens (so in Cry of the Banshee) gefürchtet sind.
In der Jugendserie Teen Wolf spielen Banshees ebenfalls eine größere Rolle. Sie können die Tode anderer vorhersehen und verfügen über einen ohrenbetäubenden Schrei, der als tödliche Waffe eingesetzt werden kann.
Im Warhammer-40.000-Universum nennt sich ein zum Großteil weiblich rekrutierter Kriegeraspekt der Eldar-Aliens Banshees. Sie tragen Masken, die ihnen einen betäubenden Schrei erlauben.
In World of Warcraft ist Sylvanas Windläufer, die einstige Waldläufergeneralin der Silbermond-Elfen von Rache getrieben und zur Banshee-Königin der Verlassenen geworden. Getrieben von einem unbändigen Willen und entschlossen, jeden Preis zu zahlen, um ihr Volk zu beschützen, wandelte sie einen dunklen Pfad.
Der Horrorfilm Scream of the Banshee thematisiert die Sagengestalt Bashee, wobei er sie wie eine monsterartige Kreatur darstellt.
In dem Cyberpunk-Spiel Shadowrun sind Banshees vampirähnliche Wesen, die sich von der Angst ihrer Opfer nähren.

## Bücher und Hörspiele
Im Darkover-Zyklus der Autorin Marion Zimmer Bradley gibt es Laufvögel, die aufgrund ihres Schreies Banshees genannt werden. Die Namensgebung der Vögel ist auf die schottische und irische Bevölkerung des fiktiven Planeten Darkover zurückzuführen.
In der Hörspielreihe Sherlock Holmes und Co., in der unter anderem Pastiches des Detektivteams Sherlock Holmes und Dr. Watson veröffentlicht werden, gibt es eine Doppelfolge mit dem Titel Der Schrei der Banshee.
In Terry Pratchetts Scheibenwelt-Romanen Alles Sense, Lords und Ladies und Ab die Post treten Banshees, teilweise ironisch karikiert, in Erscheinung.
In der Comic-Serie X-Men wird ein irischer Mutant unter dem Namen Banshee bekannt, dessen Superkraft in seiner Stimme liegt.
In der Bücherreihe Lilith Parker ist die Hauptfigur eine Banshee. Sie hat helle weiße Haut und schwarzes Haar, welches das typische Aussehen einer Banshee ist. Eine ihrer Kräfte ist es, Menschen kurz vor ihrem Tod den Schmerz zu nehmen. Außerdem bindet ein Kuss der Banshee sie für immer an den Geküssten. Es ist wie ein Schwur zur ewigen Liebe.